# Christoph Doering

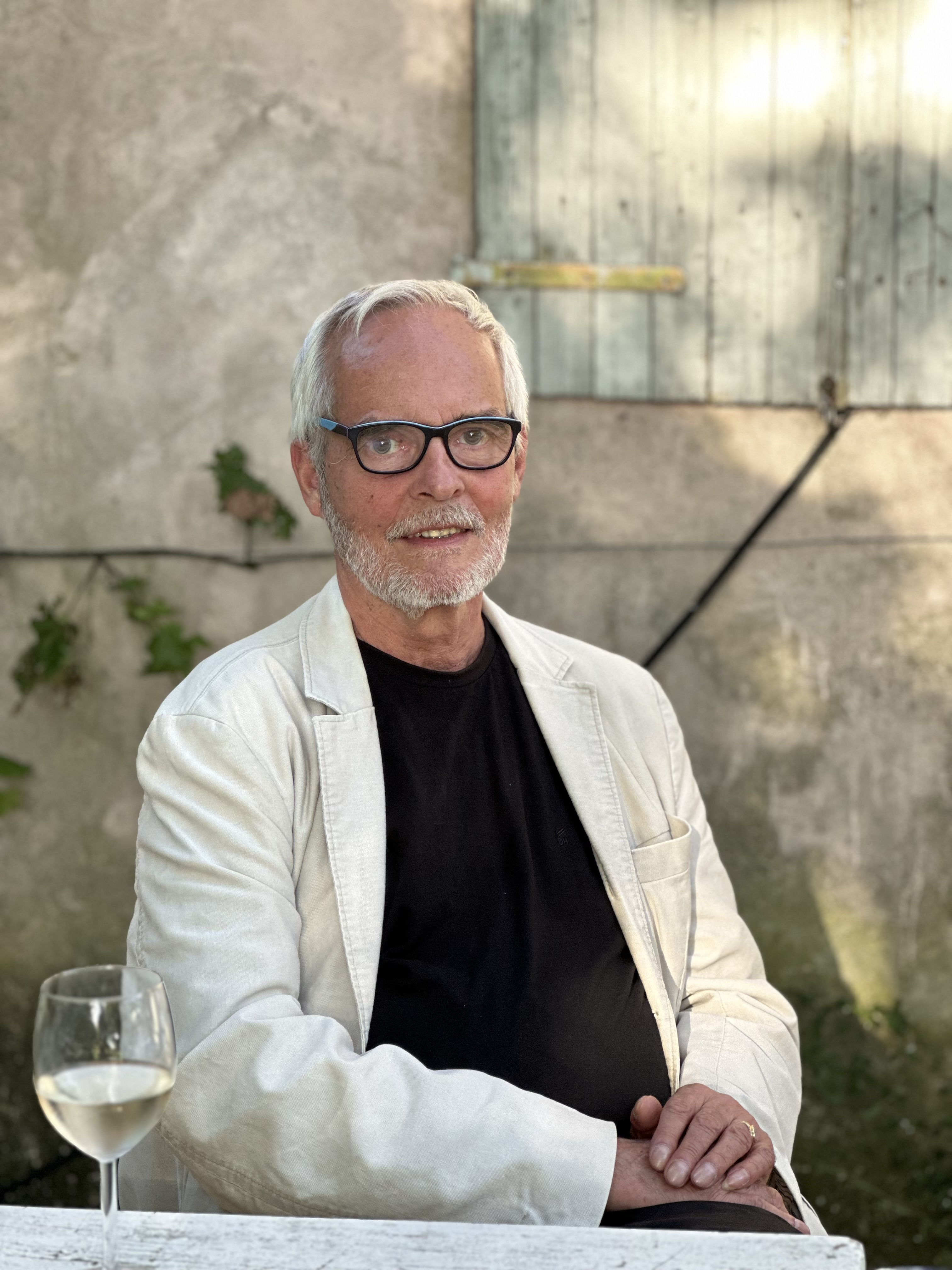
Christoph Doering (2024)

Christoph Doering (* 23. Dezember 1953 in Aschaffenburg; Pseudonym: C.D. Aschaffenburg) ist ein deutscher Experimentalfilmer, Performancekünstler und Maler.

## Leben und Wirken

### Filmkunst und Performance
In Aschaffenburg geboren, wuchs Christoph Doering im Internat der evangelischen Brüdergemeinde in Korntal auf. Als Austausch-Schüler besuchte er das York-College, Pennsylvania, U.S.A. Nach dem Abitur kam Doering zum Studium der evangelischen Theologie an der Kirchlichen Hochschule nach Berlin. Es folgte eine 4-monatige Studienreise nach Persien, Afghanistan, Indien und Nepal. 1977 wurde Christoph Doering zum Studium der Freien Malerei an der Hochschule der Künste Berlin (UDK) aufgenommen.
Erste Experimentalfilme und Videoarbeiten entwickelte er in der Klasse Hödicke bei Helmut Middendorf. Auf der Biennale Paris 1982 wurden die Experimentalfilme im Auftrag der NEUEN GALERIE-Sammlung Ludwig erstmals präsentiert. Mit den Künstlern Knut Hoffmeister, Yana Yo, padeluum und Jürgen Baldiga gehörte Christoph Doering zur entstehenden Undergroundszene in West-Berlin. In der Crellestraße betrieb Doering gemeinsam mit von Oertzen und Hoffmeister die Galerie av-geschoss. Im selben Jahr installierte er mit Knut Hoffmeister, Heinz Herrmanns und Jürgen Brüning das erste Internationale Super-8-Filmfest FILMSTATTBERLIN, aus dem das Internationale Kurzfilmfestival INTERFILM BERLIN hervorging. Ebenfalls im Jahr 1982 gründete Christoph Doering mit Yana Yo, Günter Friedberg (Gasi Twist), Knut Hoffmeister, Sascha von Oertzen und Tom Averbeck die Multi-Media Gruppe Notorische Reflexe, die bis 1987 mit multimedialen Performances und Klangerlebnissen experimentierte. Die Notorischen Reflexe traten im November 1982 auf dem von Dimitri Hegemann organisierten ersten Berlin Atonal Festival mit Bands der Berliner Szene, wie Einstürzende Neubauten, Die Tödliche Doris, Die Haut oder Malaria, auf. 1984 lief ein Experimentalvideo der Band (Fragment/Video/82/83) im Forum der Berlinale. Das einzige Album „Notorische Reflexe“, das Cover gestaltet von Christoph Doering, erschien 1985. Im selben Jahr hatte die Band einen Auftritt im Die-Ärzte-Spielfilm Richy Guitar mit dem von Doering konzipiertem Titel Metalltanz.
Als Meisterschüler von Karl Horst Hödicke schloss Doering 1983 das Studium an der HdK ab.
Bei den Journées audiovisuelles Internationales 83. im Centre G. Pompidou, Paris, im Hövikodden Kunstsenter, Oslo, im Teatro Testoni, Bologna und im Kunstforum des Lenbachhauses in München wurden die Experimentalfilme und Performances präsentiert. Auf Anfrage des Goethe-Instituts traten Notorische Reflexe 1985 in 10 Großstädten der U.S.A. und Kanada auf.
Gemeinsam mit Ralf Buron entwickelte Christoph Doering ab 1985 multimediale Stadtrauminszenierungen, die mit unterschiedlichen Künstlern in Berlin aufgeführt wurden. Südseekonvent 1985 auf der BUGA Berlin; Westhafenkonvent 1986 auf der gesamten Anlage des Westhafens Berlin (Sommernachtstraum); Bunkerkonvent 1987 auf dem Areal des ehemaligen Anhalter Bahnhofs (Mythos Berlin, 750 Jahr-Feier Berlin) und im selben Jahr eine Zusammenarbeit mit Wolf Vostell für die Inszenierung seines Tortuga-Projekt, (Mythos Berlin, 750 Jahr-Feier Berlin)
In dem Fernseh-Feature Avantgarde-Filmemacher in Deutschland (Kulturwelt, ARD, 43 Min., Erstsendung 19. April 1988, 23:00h) von Annette Mayer-Papenberg erschien eine Dokumentation über das Werk des Künstlers.
Seinen ersten experimentellen Spielfilm von Wegen produzierte er 1991 für die ZDF-Reihe Das kleine Fernsehspiel. Die Uraufführung erfolgte auf dem Filmfest München 1991.
Zwischen 1992 und 1998 lehrte Christoph Doering in der Filmklasse an der Hochschule für Künste Bremen.
Für die Musiksendung Lost in Musik für das ZDF/3sat steuerte Christoph Doering diverse Filmbeiträge bei. Der Sendebeitrag Hiphiphooray erhielt 1994 den Adolf-Grimme-Preis.
Der zweite Experimental-Spielfilm Hotel Interim wurde ebenfalls für die ZDF-Reihe Das kleine Fernsehspiel produziert und am 27. September 1994 ausgestrahlt.
1997 forschte Christoph Doering zusammen mit Heinrich Kaase und Felix Serick am Institut für Lichttechnik der TU Berlin an Elektrolumineszenzdisplays und deren Einsatz. Ein Jahr später erwarben sie ein Patent, Nr. 29800381.3, „Elektrolumineszenzdisplays an Flugkörpern, leichter als Luft“. 1999 übernahm er die Künstlerische Leitung und Realisierung für die 2. Etage der Ausstellung 200 Jahre Bauakademie. 100 Jahre Promotionsrecht der TU Berlin.
Sowohl vom n.b.k. als auch vom zkm wurden Filme und Videos aufgekauft. Das gesamte Film- und Videomaterial lagert seit 2016 im Archiv des Arsenal – Institut für Film und Videokunst in Berlin und kann zum Teil dort ausgeliehen werden.
Punk. No One is Innocent war eine Ausstellung der Kunsthalle Wien 2008, in der auch ein Film von Doering zusammen mit Hoffmeister gezeigt wurde.
Unter dem Titel Geniale Dilletanten. Subkultur der 1980er-Jahre in Deutschland veranstaltete das Goethe-Institut eine Ausstellung, die weltweit in Museen gezeigt wurde.
In der 100. Ausgabe von Berlin.Dokument präsentierte das Deutsche Historische Museum am 18. und 20. September 2020 im Zeughauskino unter dem Titel Zwischen Experiment und Poesie seinen Film 3302 Der Taxifilm.

#### Experimentalfilme und Videos (Auswahl)
- 1979: 3302 der Taxifilm (15 min)
- 1981: Persona non grata (16 min)
- 1981: Hi Moon (5 min)
- 1983: Fragment Video (21 min)
- 1983: Mutter Erde Vaterland (20 min, Mehrfachprojektion)
- 1984: Urlaubsclip Afrika (6 min)
- 1984: Decoder (contributor) (87 min)
- 1985: Großstadtbilder (12 min, Mehrfachprojektion)
- 1986: G.I.S. Werbespots (5 min)
- 1987: Maske" (5 min)
- 1988: Krause oder ein beschriebener Film ist halt wie ein erzähltes Mittagessen (12 min)
- 1989: Mattscheibe (5 min)
- 1990: Mattscheibe II (5 min)
- 1991: von wegen (72 min)
- 1993: Hiphiphooray, Lost in Music (contributor) (45 min)
- 1994: Hotel Interim (80 min)
- 1995: No Sports, Themenabend auf arte, Habillage
- 2015: B-Movie (contributor) (92 min)
- 2016: Ich Boykotiere Dich – Grossstadtgeflüster (contributor) (3:24 min)

#### Filmpreise
- Persona non grata
  - 1. Preis des 8. Festival Internacional del Nuevo Cine Caracas, Venezuela
  - 1. Preis des 5ème Festival International du Film du Québec, Canada
- Urlaubsclip Afrika
  - 1. Preis des 15th Ann Arbor Film Festival, Michigan, U.S.A.
  - Mention speciale des 6ème Festival International du Film jeune du Québec, Canada
  - Preis der Jury des 12. intern. Filmfestival Kelibia, Tunesien
  - 1. Preis des franz. Fernsehens „Antenne 2“ in Kelibia, Tunesien
- Krause oder ein beschriebener Film ist halt wie ein erzähltes Mittagessen
  - 1. Preis (ex aequo) des 10ème Festival International du Jeune Cinema Montreal
  - Prix Emile-Cantillon des 10ème Festival International du film et du video de Bruxelles, Belgique
  - Special mention beim 34th Cork Film Festival, Ireland
  - 1. Preis des Publikums des 10. intern. Kurzfilmfestival Experi`88, Bonn
- „Hiphiphooray“ Lost in music (contributor)
  - Adolf-Grimme-Preisverleihung 1994 Sonderpreis des Kultusministers von Nordrhein-Westfalen

### Bildende Kunst
BACK TO THE ROOTS: Nach langer Krankheit kehrte Christoph Doering wieder in die Öffentlichkeit zurück und widmete sich intensiv der Ölmalerei. Im August 2012 startete er seine Comeback-Gemäldeausstellung „City Sights“ zusammen mit Kathrin Rank in der Galerie „DorisBerlin“.
2017 Nach diversen Gruppenausstellungen erregte Doering Aufmerksamkeit mit der ersten Einzelausstellung „Ein beschriebenes Bild ist halt wie ein erzähltes Mittagessen“ unter dem Künstlernamen C.D. Aschaffenburg in der Galerie „Westphal Berlin“.
2018 folgten Einzelausstellungen in der Galerie Voigt, Nürnberg; im Bankhaus Merck Finck, Berlin; und ein Traktat zum Gemälde „Papa saltat“ von Ralf Behrens.
2019 „Seltsam, aber so steht‘s geschrieben“ in der Galerie Westphal Berlin; „Zerrissen-geeint“ im Deutschen Institut für Bautechnik Berlin
2020 „Unweit Jenseits“ in der Galerie feinart Berlin
Gruppenausstellung „Homesick“ Zwitschermaschine Berlin